# شينغيي، قويتشو
شينغيي (بالصينية: 兴义市) هي مدينة من مدن الصين تابعة إلى مقاطعة قويتشو. يبلغ عدد سكانها 740700 نسمة حسب إحصائيات سنة 2003. تبلغ مساحتها 2911 كم².

## المناخ
يظهر الجدول التالي التغييرات المناخية على مدار السنة لشينغيي، قويتشو:
| البيانات المناخية لـشينغيي، قويتشو               | البيانات المناخية لـشينغيي، قويتشو | البيانات المناخية لـشينغيي، قويتشو | البيانات المناخية لـشينغيي، قويتشو | البيانات المناخية لـشينغيي، قويتشو | البيانات المناخية لـشينغيي، قويتشو | البيانات المناخية لـشينغيي، قويتشو | البيانات المناخية لـشينغيي، قويتشو | البيانات المناخية لـشينغيي، قويتشو | البيانات المناخية لـشينغيي، قويتشو | البيانات المناخية لـشينغيي، قويتشو | البيانات المناخية لـشينغيي، قويتشو | البيانات المناخية لـشينغيي، قويتشو | البيانات المناخية لـشينغيي، قويتشو |
| الشهر                                            | يناير                              | فبراير                             | مارس                               | أبريل                              | مايو                               | يونيو                              | يوليو                              | أغسطس                              | سبتمبر                             | أكتوبر                             | نوفمبر                             | ديسمبر                             | المعدل السنوي                      |
| ------------------------------------------------ | ---------------------------------- | ---------------------------------- | ---------------------------------- | ---------------------------------- | ---------------------------------- | ---------------------------------- | ---------------------------------- | ---------------------------------- | ---------------------------------- | ---------------------------------- | ---------------------------------- | ---------------------------------- | ---------------------------------- |
| الدرجة القصوى °م (°ف)                            | 27.6 (81.7)                        | 31.0 (87.8)                        | 33.8 (92.8)                        | 34.5 (94.1)                        | 36.5 (97.7)                        | 33.7 (92.7)                        | 33.5 (92.3)                        | 32.1 (89.8)                        | 33.6 (92.5)                        | 30.4 (86.7)                        | 28.2 (82.8)                        | 26.5 (79.7)                        | 36.5 (97.7)                        |
| متوسط درجة الحرارة الكبرى °م (°ف)                | 11.7 (53.1)                        | 14.7 (58.5)                        | 19.4 (66.9)                        | 24.0 (75.2)                        | 25.7 (78.3)                        | 26.3 (79.3)                        | 26.9 (80.4)                        | 27.1 (80.8)                        | 25.1 (77.2)                        | 21.0 (69.8)                        | 17.6 (63.7)                        | 13.3 (55.9)                        | 21.1 (69.9)                        |
| المتوسط اليومي °م (°ف)                           | 7.6 (45.7)                         | 10.0 (50.0)                        | 13.8 (56.8)                        | 18.3 (64.9)                        | 20.6 (69.1)                        | 21.9 (71.4)                        | 22.5 (72.5)                        | 22.3 (72.1)                        | 20.5 (68.9)                        | 16.9 (62.4)                        | 13.2 (55.8)                        | 9.1 (48.4)                         | 16.4 (61.5)                        |
| متوسط درجة الحرارة الصغرى °م (°ف)                | 5.0 (41.0)                         | 6.9 (44.4)                         | 10.2 (50.4)                        | 14.3 (57.7)                        | 16.9 (62.4)                        | 18.8 (65.8)                        | 19.6 (67.3)                        | 19.2 (66.6)                        | 17.3 (63.1)                        | 14.2 (57.6)                        | 10.3 (50.5)                        | 6.3 (43.3)                         | 13.3 (55.8)                        |
| أدنى درجة حرارة °م (°ف)                          | −3.3 (26.1)                        | −2.1 (28.2)                        | −1.6 (29.1)                        | 3.6 (38.5)                         | 8.5 (47.3)                         | 12.8 (55.0)                        | 14.1 (57.4)                        | 14.3 (57.7)                        | 10.0 (50.0)                        | 6.4 (43.5)                         | 0.8 (33.4)                         | −4.7 (23.5)                        | −4.7 (23.5)                        |
| الهطول مم (إنش)                                  | 26.9 (1.06)                        | 33.5 (1.32)                        | 37.8 (1.49)                        | 50.6 (1.99)                        | 152.2 (5.99)                       | 298.3 (11.74)                      | 299.0 (11.77)                      | 230.5 (9.07)                       | 150.3 (5.92)                       | 101.4 (3.99)                       | 48.0 (1.89)                        | 22.4 (0.88)                        | 1٬450٫9 (57.11)                    |
| متوسط الرطوبة النسبية (%)                        | 84                                 | 78                                 | 72                                 | 70                                 | 75                                 | 83                                 | 84                                 | 83                                 | 81                                 | 84                                 | 82                                 | 82                                 | 80                                 |
| المصدر: China Meteorological Data Service Center |                                    |                                    |                                    |                                    |                                    |                                    |                                    |                                    |                                    |                                    |                                    |                                    |                                    |